# Промисловий вміст
Промисловий вміст (рос. промышленное содержание, англ. commercial content; нім. Grenzgehalt m) — про корисні копалини — кількість корисного компонента в мінеральній сировині, при якій економічно доцільне його видобування та використовування. У залежності від економіко-географічних умов родовища, геологічної будови, складу і властивостей руд, технології і технічних засобів видобутку і переробки, вимог екології П.в. на кожний вид мінеральної сировини може коливатися в широких межах. Для залізних руд, що вимагають збагачення, наприклад, він складає в сер. 25-35 %; для багатих руд, що надходять в металургійний переділ без глибокого збагачення, як правило, — понад 60 %.